# Алгоритм Кэхэна
В вычислительной математике алгоритм Кэхэна (также известный как компенсационное суммирование) — это алгоритм вычисления суммы последовательности чисел c плавающей запятой, который значительно уменьшает вычислительную погрешность по сравнению с наивным подходом. Уменьшение погрешности достигается введением дополнительной переменной для хранения нарастающей суммы погрешностей.
В частности, простое суммирование {\displaystyle n} чисел в худшем случае имеет погрешность, которая растёт пропорционально {\displaystyle n} и при суммировании случайных чисел имеет среднее квадратичное отклонение, пропорциональное {\displaystyle {\sqrt {n}}} (ошибки округления вызывают случайное блуждание). При компенсационном суммировании погрешность даже в худшем случае не зависит от {\displaystyle n}, так что большое число слагаемых могут быть просуммированы с погрешностью, зависящей только от точности числа с плавающей запятой.
Авторство алгоритма приписывают Уильяму Кэхэну.

## Алгоритм
В псевдокоде алгоритм можно записать так:
```
function
 
kahan_sum
(
input
)

    
var
 
sum
 
=
 
0.0

    
var
 
c
 
=
 
0.0
             
// Сумма погрешностей.

    
for
 
i
 
=
 
1
 
to
 
len
(
input
)
 
do

        
y
 
=
 
input
[
i
]
 
-
 
c
    
// Пока всё хорошо: c - ноль.

        
t
 
=
 
sum
 
+
 
y
         
// Увы, sum велика, y мало, так что младшие разряды y потеряны.

        
c
 
=
 
(
t
 
-
 
sum
)
 
-
 
y
   
// (t - sum) восстанавливает старшие разряды y; вычитание y восстанавливает -(младшие разряды y)

        
sum
 
=
 
t
             
// Алгебраически, c всегда должна равняться нулю. Берегитесь слишком оптимизирующих компиляторов!

                            
// В следующий раз потерянные младшие разряды будут заново прибавлены к y.

    
return
 
sum

```

### Пример исполнения
В данном примере будем использовать десятичные дроби. Компьютеры обычно используют двоичную арифметику, но иллюстрируемый алгоритм от этого не меняется. Представим что используется шестиразрядная арифметика с плавающей точкой, sum было присвоено значение 10000,0, и следующие два значения input(i) равны 3,14159 и 2,71828. Точный результат равен 10005,85987, что округляется до 10005,9. При простом суммировании порядок каждого входящего значения был бы выровнен с sum, и много младших разрядов было бы потеряно в результате округления. Первый результат после округления был бы 10003,1. Второй результат был бы 10005,81828 до округления, и 10005,8 — после, то есть в последний знак результата была бы внесена ошибка.
При компенсационном суммировании мы бы получили правильный округлённый результат 10005,9.
Предположим, что начальное значение c — 0.
```
  y = 3.14159 - 0                   
y = input[i] - c

  t = 10000.0 + 3.14159
    = 10003.1                       Много разрядов потеряно!
  c = (10003.1 - 10000.0) - 3.14159 Это 
нужно
 вычислять как записано! 
    = 3.10000 - 3.14159             Восстановлена не вошедшая в 
t
 часть 
y
 , а не всё исходное 
y
.
    = -0.0415900                    Завершающие нули показаны, потому что это шестиразрядная арифметика.
sum = 10003.1                       Таким образом не все разряды из 
input(i)
 включены в 
sum
.
```

Сумма настолько велика, что сохраняются только старшие разряды слагаемого. К счастью, на следующем шаге c хранит погрешность.
```
  y = 2.71828 - -0.0415900          Учитывается погрешность с предыдущего шага.
    = 2.75987                       Её порядок не слишком отличается от 
y
. Большинство разрядов учтены.
  t = 10003.1 + 2.75987             Но только немногие разряды попадают в 
sum
.
    = 10005.85987, округляется до 10005.9
  c = (10005.9 - 10003.1) - 2.75987 Здесь извлекается то, что пришло
    = 2.80000 - 2.75987             В данном случае слишком много.
    = 0.040130                      Так или иначе излишек будет вычтен в следующий раз.
sum = 10005.9                       Точный результат: 10005.85987, что корректно округлено до 6 знаков.
```

Таким образом сложение происходит в двух переменных: sum хранит сумму, и c хранит часть суммы, которая не попала в sum, чтобы быть учтённой в sum на следующей итерации. Хотя суммировать, храня младшие разряды в c лучше, чем не храня их нигде, это всё же не так точно, как производить вычисление, используя ввод двойной точности. Тем не менее, просто увеличивать точность вычислений в целом не практично; если input уже имеет двойную точность, немногие системы могут предоставить учетверённую точность вычислений, и, если бы могли, ввод тоже мог бы иметь учетверённую точность.

### Недостатки
К сожалению, алгоритм Кэхэна не гарантирует защиту от потери точности, связанной с наличием в сумме слагаемых с существенно различными порядками. Это может происходить, если последовательность суммирования выбрана неудачно. Чтобы убедиться в этом, достаточно в рассмотренном выше примере вместо числа 2,71828 взять −10000. На последнем шаге алгоритма имеем следующее:
```
  y = -10000.0 - -0.0415900 = -10000.0         Результат округляется до 6 значащих цифр
  t = 10003.1 + -10000.0 = 3.10000
  c = (3.10000 - 10003.1) - -10000.0 = -10000.0 + 10000.0 = 0
  sum = 3.10000
```

Точный результат: 3,14159, то есть произошла потеря точности.
Надо заметить, что если предварительно упорядочить слагаемые по убыванию их абсолютной величины, то в результате применения алгоритма получим результат 3,14159, где все знаки верны.